# Les Mousquetaires
Les Mousquetaires is een Franse detailhandelsgroep die in Frankrijk en daarbuiten actief is. Het bedrijf hanteert verschillende merken voor de verschillende segmenten van de detailhandel, die meestal het achtervoegsel "marché" (Frans voor markt), krijgen. De winkels zijn onafhankelijke bedrijven, maar ze worden beleverd met producten en centrale diensten van de Les Mousquetaires-groep.

## Merken

### Intermarché

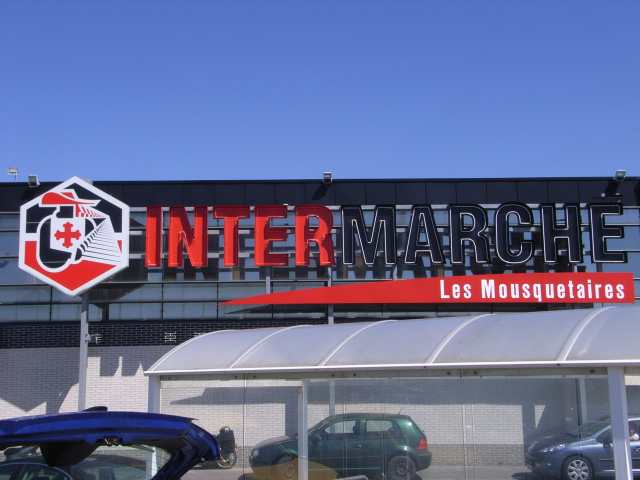
Intermarché

Intermarché is de grootste supermarktketen van Les Mousquetaires, met 2.000 winkels. Hij werd opgericht in 1969 en was de eerste keten onder het merk Les Mousquetaires. Er zijn winkels in Frankrijk, België, Portugal, Spanje, Polen, Bosnië, Kosovo, Servië en Roemenië. De winkeloppervlakte ligt tussen de 2.000 en 2.500 m². Het assortiment bestaat hoofdzakelijk uit levensmiddelen.

### Ecomarché
Deze winkels zijn vergelijkbaar met Intermarché, echter kleinschaliger, met winkeloppervlakten tussen 400 en 800 m². Er zijn ongeveer 400 winkels in Europa, buiten Frankrijk ook in België en Portugal.

### Le Relais des Mousquetaires
Ook een landelijke keten van levensmiddelenwinkels, maar dan op de kleinste schaal, opgericht in 1989. Een "Relais" heeft een basisaanbod van producten en bedient daarmee de kleine geïsoleerde dorpen.

### Restaumarché
Dit is de keten van restaurants in Frankrijk, ze zijn meestal gevestigd in de grote winkelcentra die eigendom zijn van de Les Mousquetaires (bekend als Les Marches des Mousquetaires). Hij werd opgericht in 1980 en bestaat uit 75 restaurants. In 2005 serveerde ze 4,2 miljoen maaltijden.

### Netto
Netto (voorheen Comptoir des Marchandises) is, net als haar Deense naamgenoot, een hard-discount winkel. De keten biedt 1.800 producten. Er zijn 360 winkels met een verkoopoppervlakte van 300 m² tot 650 m².

### Bricomarché
Deze bieden producten in de categorieën: decoratie, bouwmaterialen, benodigdheden voor tuinieren en voor huisdieren. Opgericht in 1979, en sindsdien uitgebreid tot 500 winkels in 4 landen (Polen, Portugal, België en Frankrijk), elke winkel is tussen 1.500 en 2.300 m².

### Logimarché
Deze doe-het-zelfwinkels zijn vooral gevestigd in de plattelandsgebieden. Het assortiment is ongeveer gelijk aan dat van een Bricomarché.

### Vêti
Deze winkels zijn (zoals de naam al suggereert) kledingwinkels. Voorheen Vêtimarché, bieden zij een aantal eigen merken kleding, alsmede enkele grote merken. Er zijn 159 winkels (150 in Frankrijk, 9 in Portugal).

### Roady
Dat zijn garages en leveranciers van automaterialen, die meestal deel uitmaken van een winkelcentrum (zoals Les Marches des Mousquetaires). Er zijn meer dan 100 vestigingen in Frankrijk, die ongeveer 3500 producten leveren. Ze zijn opgesplitst in twee gebieden van elk 350 m², één helft is ingericht als werkplaats, de andere helft is winkel.

### Stationmarché
Stationmarché zijn ook automaterialenzaken, maar dan in Portugal, in 28 plaatsen.